# Велкам (Північна Кароліна)
Велкам (англ. Welcome) — переписна місцевість (CDP) в США, в окрузі Девідсон штату Північна Кароліна. Населення — 4131 особа (2020).

## Географія
Велкам розташований за координатами 35°54′24″ пн. ш. 80°15′17″ зх. д. / 35.90667° пн. ш. 80.25472° зх. д. (35.906624, -80.254773).  За даними Бюро перепису населення США в 2010 році переписна місцевість мала площу 24,12 км², уся площа — суходіл.

## Демографія
Згідно з переписом 2010 року, у переписній місцевості мешкали 4162 особи в 1712 домогосподарствах у складі 1216 родин. Густота населення становила 173 особи/км².  Було 1855 помешкань (77/км²).
Расовий склад населення:
| - 92,2 % — білих - 3,7 % — чорних або афроамериканців - 1,4 % — азіатів - 0,2 % — корінних американців - 1,5 % — осіб інших рас |

До двох чи більше рас належало 1,1 %. Частка іспаномовних становила 3,6 % від усіх жителів.
За віковим діапазоном населення розподілялося таким чином: 22,7 % — особи молодші 18 років, 62,3 % — особи у віці 18—64 років, 15,0 % — особи у віці 65 років та старші. Медіана віку мешканця становила 41,7 року. На 100 осіб жіночої статі у переписній місцевості припадало 93,5 чоловіків;  на 100 жінок у віці від 18 років та старших — 93,2 чоловіків також старших 18 років.
Середній дохід на одне домашнє господарство  становив 76 188 доларів США (медіана — 57 674), а середній дохід на одну сім'ю — 86 934 долари (медіана — 71 050). Медіана доходів становила 52 009 доларів для чоловіків та 34 307 доларів для жінок. За межею бідності перебувало 11,9 % осіб, у тому числі 27,6 % дітей у віці до 18 років та 3,4 % осіб у віці 65 років та старших.
Цивільне працевлаштоване населення становило 2227 осіб. Основні галузі зайнятості: виробництво — 27,3 %, освіта, охорона здоров'я та соціальна допомога — 21,0 %, транспорт — 11,5 %, науковці, спеціалісти, менеджери — 10,4 %.